# Balmes formosus
Balmes formosus är en insektsart som först beskrevs av Shinji Kuwayama 1927.  Balmes formosus ingår i släktet Balmes och familjen Psychopsidae. Inga underarter finns listade i Catalogue of Life.